# جيف تايلور
جيف تايلور (بالإنجليزية: Jeff Taylor)‏ (20 سبتمبر 1930 بهدرسفيلد في المملكة المتحدة - 28 ديسمبر 2010 في المملكة المتحدة) هو لاعب كرة قدم بريطاني في مركز الهجوم. لعب مع نادي برينتفورد ونادي فولهام وهدرسفيلد تاون.